# Kaneda Mami
Kaneda Mami (金田 真美) là một cựu cầu thủ bóng đá nữ người Nhật Bản.

## Đội tuyển bóng đá nữ quốc gia Nhật Bản
Kaneda Mami thi đấu cho đội tuyển bóng đá nữ quốc gia Nhật Bản từ năm 1984 đến 1986.

## Thống kê sự nghiệp
| Nhật Bản  | Nhật Bản | Nhật Bản |
| Năm       | Trận     | Bàn      |
| --------- | -------- | -------- |
| 1984      | 2        | 0        |
| 1985      | 0        | 0        |
| 1986      | 1        | 0        |
| Tổng cộng | 3        | 0        |